# Santosh Sivan
Pour les articles homonymes, voir Sivan (homonymie).
Santosh Sivan  est un directeur de la photographie, scénariste, producteur et réalisateur indien, né en 1964 à Trivandrum (Kerala, Inde). En tant que directeur de la photographie il a travaillé avec des réalisateurs reconnus tels Mani Ratnam ou Gurinder Chadha. Il a également réalisé sept longs métrages dont la plupart ont été primés dans des festivals internationaux.

## Biographie
Santosh Sivan est issu du milieu du cinéma. Son père, réalisateur et directeur de la photographie de films documentaires renommé, dirige les studios Sivan à Trivandrum. Ses deux frères, Sanjiv Sivan et Sangeeth Sivan sont également réalisateurs.
Il fréquente l'école Loyola et le Mar Ivanios College puis entre à l'Institut indien de cinéma et de télévision à Pune dont il sort diplômé en 1984.
En 1995 il fonde l'Indian Society of Cinematographers (Association indienne des directeurs de la photographie, ISC). Il crée une première société de production et de distribution HandMade Films avec Sunil Doshi puis, en 2010, August Cinema avec l'acteur Prithviraj Sukumaran.
Santosh Sivan est marié et père de deux enfants.

## Carrière

### Directeur de la photographie
Chef opérateur de talent, Santosh Sivan a travaillé avec des réalisateurs indiens célèbres tels que Priyadarshan (Gardish et Kala Pani) ou Mani Ratnam avec lequel il a collaboré sur Thalapathi, Roja, Iruvar et Dil Se qui lui ont valu plusieurs récompenses. Il est également reconnu à l'étranger où il a filmé The Mistress of Spices de Paul Mayeda Berges et Coup de foudre à Bollywood de Gurinder Chadha qui le considère comme le meilleur chef opérateur indien.
Santosh Sivan a une haute conception de la direction de la photographie. Il considère sa collaboration avec le réalisateur comme primordiale, en particulier dans le repérage des lieux de tournage. Il ne tourne qu'un seul film à la fois pour pouvoir s'en imprégner. Cet engagement est apprécié des réalisateurs et, lors du tournage de Roja,  Mani Ratnam a préféré interrompre les prises de vue plutôt que de le remplacer alors qu'il devait s'absenter, demandant qui envisagerait de remplacer l'actrice principale si elle était indisponible pendant quelques jours.

Santosh Sivan porte une grande attention à la lumière naturelle, la capturant en "apprivoisant" les conditions climatiques, que ce soient la pluie, le soleil, la neige ou les nuages. Il utilise spontanéité et grande maîtrise technique pour traduire l'essence du changement au travers des saisons et du temps.
En 2008, Santosh Sivan décide ne plus travailler que sur ses propres films, à l'exception notable de ceux de Mani Ratnam.

### Réalisateur
Santosh Sivan envisage la réalisation comme une prolongation naturelle de la direction de la photographie. Il tourne son premier film en 1988, L'Histoire de Tiblu, court métrage documentaire en noir et blanc qui montre la vie de populations tribales dans le centre de l'Inde.
Dès son premier long métrage de fiction, Halo (1997), dans lequel une fillette part à la recherche de son petit chien perdu dans les rues de Bombay, Santosh Sivan manifeste son intérêt pour les films mettant en scène des enfants. Par la suite il tourne Neuf émotions (2005) où une adolescente de treize ans découvre le monde des travestis en suivant son oncle à la fête de Koovagam qui rassemble tous les ans les travestis et personnes trans de toute l'Inde ; puis Tahaan (2008) racontant l'histoire d'un jeune garçon de huit ans et de son âne ballottés dans la guerre du Cachemire ; et enfin Prarambha (2008) court métrage abordant l'ostracisme dont sont victimes les malades du sida à travers l'histoire d'un garçon rejeté de l'école.
Bien que reconnu, Santosh Sivan doit souvent tourner ses films sans moyens financiers. Faisant contre mauvaise fortune bon cœur, il compense le manque d'argent  par le sentiment de l'urgence et la motivation de son équipe. Il emploie des acteurs non professionnels (Halo, La Terroriste), prenant soin de les mettre à l'aise pour les rendre spontanés et "pétillants" et ainsi les amener à jouer juste. Il met à profit ses compétences de directeur de la photographie, utilisant la lumière pour magnifier des décors modestes. C'est ainsi que La Terroriste en partie tournée dans le jardin de la maison du réalisateur a suscité l'enthousiasme du critique américain Roger Ebert et de l'acteur John Malkovich qui a parrainé sa sortie mondiale après avoir déclaré : "C'est le film le plus remarquable que j'ai vu depuis de nombreuses années".
Les thématiques abordées par Santosh Sivan sont des sujets difficiles : le terrorisme (La Terroriste, Tahaan), la transsexualité (Neuf émotions), les relations amoureuse entre un colon et une indienne (Before the Rains). Même lorsqu'il réalise un film historique (Asoka) sur l'un des souverains indiens les plus puissants avec Shahrukh Khan, le roi de Bollywood, il évite les fastes princiers pour se concentrer sur les rivalités familiales, les doutes, les ravages de la guerre et les relations amoureuses dans des décors naturels aussi apocalyptiques que somptueux. En effet, il souhaite réaliser des œuvres aussi réalistes et intéressantes que possibles, parfois à l'opposé des films commerciaux, travail alimentaire, dont il assure la direction de la photographie.

## Filmographie
| Année | Titre                       | Fonction(s)                                             | Commentaire                                   |
| 1988  | L'Histoire de Tiblu         | Réalisateur, scénariste                                 | Court métrage documentaire                    |
| 1989  | Raakh                       | Directeur de la photographie                            | Réalisateur : Aditya Bhattacharya             |
| 1991  | Thalapathi                  | Directeur de la photographie                            | Réalisateur : Mani Ratnam                     |
| 1992  | Roja                        | Directeur de la photographie                            | Réalisateur : Mani Ratnam                     |
| 1992  | Yodha                       | Directeur de la photographie et producteur              | Réalisateur : Sangeeth Sivan                  |
| 1993  | Rudaali                     | Directeur de la photographie                            | Réalisatrice : Kalpana Lajmi                  |
| 1993  | Gardish                     | Directeur de la photographie                            | Réalisateur : Priyadarshan                    |
| 1995  | Barsaat                     | Directeur de la photographie                            | Réalisateur : Rajkumar Santoshi               |
| 1996  | Kala Pani                   | Directeur de la photographie                            | Réalisateur : Priyadarshan                    |
| 1996  | Halo                        | Réalisateur, scénariste et directeur de la photographie | Film pour enfants                             |
| 1997  | Darmiyaan                   | Directeur de la photographie                            | Réalisatrice : Kalpana Lajmi                  |
| 1997  | Iruvar                      | Directeur de la photographie                            | Réalisateur : Mani Ratnam                     |
| 1998  | Dil Se                      | Directeur de la photographie                            | Réalisateur : Mani Ratnam                     |
| 1998  | Malli                       | Réalisateur et directeur de la photographie             | Film pour enfants                             |
| 1999  | Vanaprastham                | Directeur de la photographie                            | Réalisateur : Shaji N. Karun                  |
| 1999  | La Terroriste               | Réalisateur, scénariste et directeur de la photographie | Titre alternatif : Malli, le combat d'une vie |
| 2000  | Phir Bhi Dil Hai Hindustani | Directeur de la photographie                            | Réalisateur : Aziz Mirza                      |
| 2000  | Pukar                       | Directeur de la photographie                            | Réalisateur : Rajkumar Santoshi               |
| 2000  | Fiza                        | Directeur de la photographie                            | Réalisateur : Khalid Mohamed                  |
| 2001  | Asoka                       | Réalisateur, scénariste et directeur de la photographie |                                               |
| 2003  | Tehzeeb                     | Directeur de la photographie                            | Réalisateur : Khalid Mohamed                  |
| 2004  | Meenaxi                     | Directeur de la photographie                            | Réalisateur : M.F. Husain                     |
| 2004  | Coup de foudre à Bollywood  | Directeur de la photographie                            | Réalisatrice : Gurinder Chadha                |
| 2005  | Silsiilay                   | Directeur de la photographie                            | Réalisateur : Khalid Mohamed                  |
| 2005  | Neuf Émotions               | Réalisateur, scénariste et directeur de la photographie | Titre original Navarasa                       |
| 2005  | Anandabhadram               | Réalisateur et directeur de la photographie             |                                               |
| 2006  | The Mistress of Spices      | Directeur de la photographie                            | Réalisateur : Paul Mayeda Berges              |
| 2007  | Before the Rains (en)       | Réalisateur et directeur de la photographie             |                                               |
| 2008  | Rang Rasiya                 | Directeur de la photographie                            | Réalisateur : Ketan Mehta                     |
| 2008  | Tahaan                      | Réalisateur et directeur de la photographie             | Film pour enfants                             |
| 2008  | Prarambha                   | Réalisateur et directeur de la photographie             | Court métrage                                 |
| 2010  | Raavan                      | Directeur de la photographie                            | Réalisateur : Mani Ratnam                     |
| 2010  | Raavanan                    | Directeur de la photographie                            | Réalisateur : Mani Ratnam                     |

## Distinctions
Réalisateur
Ne sont cités que les prix du meilleur réalisateur et les prix du meilleur film des principaux festivals internationaux.
- Halo
  - International Press Academy : Prix Golden Satellite du Meilleur film étranger
  - Festival international du film du Caire (1997) : Prix spécial du jury du Meilleur film
  - Festival du film pour enfants de l'Ontario (1997) : Prix du Meilleur film
  - National Film Awards (1996) : Prix du Meilleur film pour enfants
  - Filmfare Awards 2001 : Prix des critiques du Meilleur film

- Malli
  - Festival international du film du Caire (1998) : Pyramide d'or du meilleur film, Prix du meilleur réalisateur
  - Festival du film indien de Los Angeles (2004) : Prix du public du meilleur film
  - Festival international du film de Chicago (2000) : Prix d'argent
  - Festival du film polonais (2000) : Prix du meilleur film, Prix du meilleur réalisateur
  - National Film Awards (1999) : Prix du meilleur film sur la préservation de l'environnement

- La Terroriste
  - Festival international du film du Caire (1999) : Pyramide d'or du meilleur réalisateur
  - Festival Cine Manila (Philippines, 1999) : Grand prix du jury, Prix Lino Brocka
  - Festival international du film de Seattle (2000) : Prix Emerging master
  - Ale Kino ! : festival international du film pour enfants (Poznań, Pologne ; 2000) : Poznań Goat du Meilleur réalisateur
  - Festival du film de Sarajevo (2000) : Prix du jury Panorama du Meilleur réalisateur

- Neuf émotions
  - Festival international du film de Monaco (2005) : Prix Angel Independent Spirit
  - National Film Awards (2005) : Prix du Lotus d'argent du meilleur film régional
  - Festival du film d'Hyderabad (2000) : Prix de l'Éléphant d'argent du Meilleur film et du Meilleur réalisateur

- Before the Rains
  - WorldFest - Festival international du film de Houston (2008) : Grand prix du film de cinéma

- Tahaan
  - Festival international du film pour enfants Olympia (2008) : Prix du meilleur long métrage, Prix du Centre international du film pour enfant et la jeunesse, Prix Unicef du meilleur film
  - Bollywood and beyond (Festival du film indien de Stuttgart) : The German Star Of India

Directeur de la photographie
- Iruvar

National Film Awards (1998)
- Dil Se

Filmfare Awards 1999
- Fiza

Star Screen Awards (2001)

Filmfare Awards 2001
- Asoka

IIFA Awards 2002

Filmfare Awards 2002

Star Screen Awards (2002)
- Meenaxi

Star Screen Awards (2005)

Zee Cine Awards (2005)